# Федерман, Николаус
Николаус Федерман (нем. Nikolaus Federmann; ок. 1505, Ульм — 1542, Вальядолид) — немецкий путешественник родом из Ульма, авантюрист, который в числе первых приступил к колонизации Венесуэлы.

## Биография
Действуя в интересах аугсбургских банкиров Вельзеров, Федерман был на основании соглашения с испанской короной направлен на освоение Венесуэлы. В 1529 и 1530 годах он заселял переселенцами Новый Аугсбург и Новый Нюрнберг, но после приезда ещё одного уполномоченного банкиров, Амброзия Эхингера, вынужден был сдать ему ведение дел.
30 июля 1530 года Федерман получил назначение управляющим колонии Кляйн-Венедиг. В сентябре того же года без согласования с испанскими властями и Эхингером двинулся на поиски «южного моря» с 110 пехотинцами, 16 всадниками и 100 индейцами.
Эхингер был разъярён подобным самовольством и по возвращении экспедиции выслал Федермана в Европу. Во время четырёхлетнего пребывания в Аугсбурге тот сочинил описание (Вест-)Индии (опубликовано в 1557 году).
В 1536 году Федерман вернулся в Венесуэлу и отправился в экспедицию на поиски Эльдорадо. Он прошёл по восточной кромке Кордильер, основал город Риоача, по следам торговцев солью пересёк заснеженные Анды и спустился в долину, населённую народом чибча.
Там он встретил более многочисленный отряд конкистадора Хименеса де Кесады и, оспорив его права на управление плодородной провинцией Новая Гранада, поехал к мадридскому двору. Едва ступив на европейскую почву, авантюрист был взят под стражу по требованию Вельзеров, обвинявших его в нарушении контракта и растрате выделенных средств.
По причине неплатёжеспособности Федерман был брошен в антверпенскую долговую тюрьму. Он продолжал судебные разбирательства с Вельзерами сначала в Генте, потом в Вальядолиде до самой смерти в феврале 1542 года.